# Thomas Brandt (Schauspieler)
Thomas „Tom“ Brandt (* 1991 in Bremen) ist ein deutscher Schauspieler.

## Leben
Thomas Brandt wuchs mit Deutsch und Tschechisch als Muttersprachen auf. Nach einer ersten Theaterproduktion arbeitete er zunächst als Hummerfischer in Kanada. Erste Bühnenerfahrungen sammelte er am Th'Yarc Playhouse and Arts Centre, in Yarmouth (Kanada) und am Theaterkontor Bremen. Anschließend war er in seiner Heimatstadt Bremen als Musiker aktiv.
Sein Schauspielstudium absolvierte er von 2012 bis 2016 an der Hochschule für Musik und Theater „Felix Mendelssohn Bartholdy“ in Leipzig. Im Rahmen seiner Ausbildung war er Mitglied des Schauspielstudios Köln. In Köln spielte er u. a. den Georg von Waldstätten in Das Käthchen von Heilbronn (Regie: Stefan Bachmann) und den Schäfer Silvius in Wie es euch gefällt (Regie: Roger Vontobel). In den Spielzeiten 2016/17 und 2017/18 war er festes Ensemblemitglied am Schauspiel Köln. In der Spielzeit 2017/18 übernahm er dort den Romeo an der Seite von Kristin Steffen (Julia), Simon Kirsch (Mercutio) und Nikolaus Benda (Tybalt) in einer Neuinszenierung der Shakespeare’schen Liebestragödie Romeo und Julia unter der Regie von Pınar Karabulut. 2024 ist er am Theater der Keller in Kafkas Der Bau zu sehen. Am Theater arbeitete er auch mit den Regisseuren Simon Solberg, Charlotte Sprenger, Rafael Sanchez, Jan Neumann, Moritz Sostmann, Thomas Jonigk und Armin Petras zusammen.
Brandt stand auch in einigen Kino- und TV-Produktionen vor der Kamera. In Andreas Dresens Romanverfilmung Als wir träumten (2015) spielte er, mit Julius Nitschkoff als Antagonisten, einen glatzköpfigen Neonazi. In der 5. Staffel der ZDF-Fernsehserie Heldt (2017) hatte er, an der Seite von Kai Schumann und Hansjürgen Hürrig, eine Episodenrolle als Justizvollzugsbeamter Volker Noack. In der 20. Staffel der ZDF-Serie SOKO Leipzig (2019) verkörperte er den Auftragsmörder Mike Borken, der sich mit der Belohnung gemeinsam mit seiner Ex-Freundin und seinem Sohn ins Ausland absetzen will. In der 24. Staffel von SOKO Leipzig (2023) war Brandt erneut zu sehen, diesmal in der Rolle des Boxers Carlo Arena.
Thomas Brandt ist auch als Musiker aktiv, unter anderem mit dem Bandprojekt tinie creatures. Er lebt in Köln.

## Filmografie (Auswahl)
- 2012: Morgenröte (Kurzfilm)
- 2015: Als wir träumten (Kinofilm)
- 2015: Das richtige Leben (Kinofilm)
- 2017: Heldt: In geheimer Mission (Fernsehserie, eine Folge)
- 2019: SOKO Leipzig: Trompetenbauer (Fernsehserie, eine Folge)
- 2023: SOKO Leipzig: Ohnmächtig (Fernsehserie, eine Folge)